# Arashiyama
Arashiyama (嵐山, « montagne de la tempête ») est un lieu-dit du nord de l'arrondissement Nishikyō et du sud de l'arrondissement Ukyō, à l'ouest de Kyoto, au pied du mont Arashi dont il porte le nom.

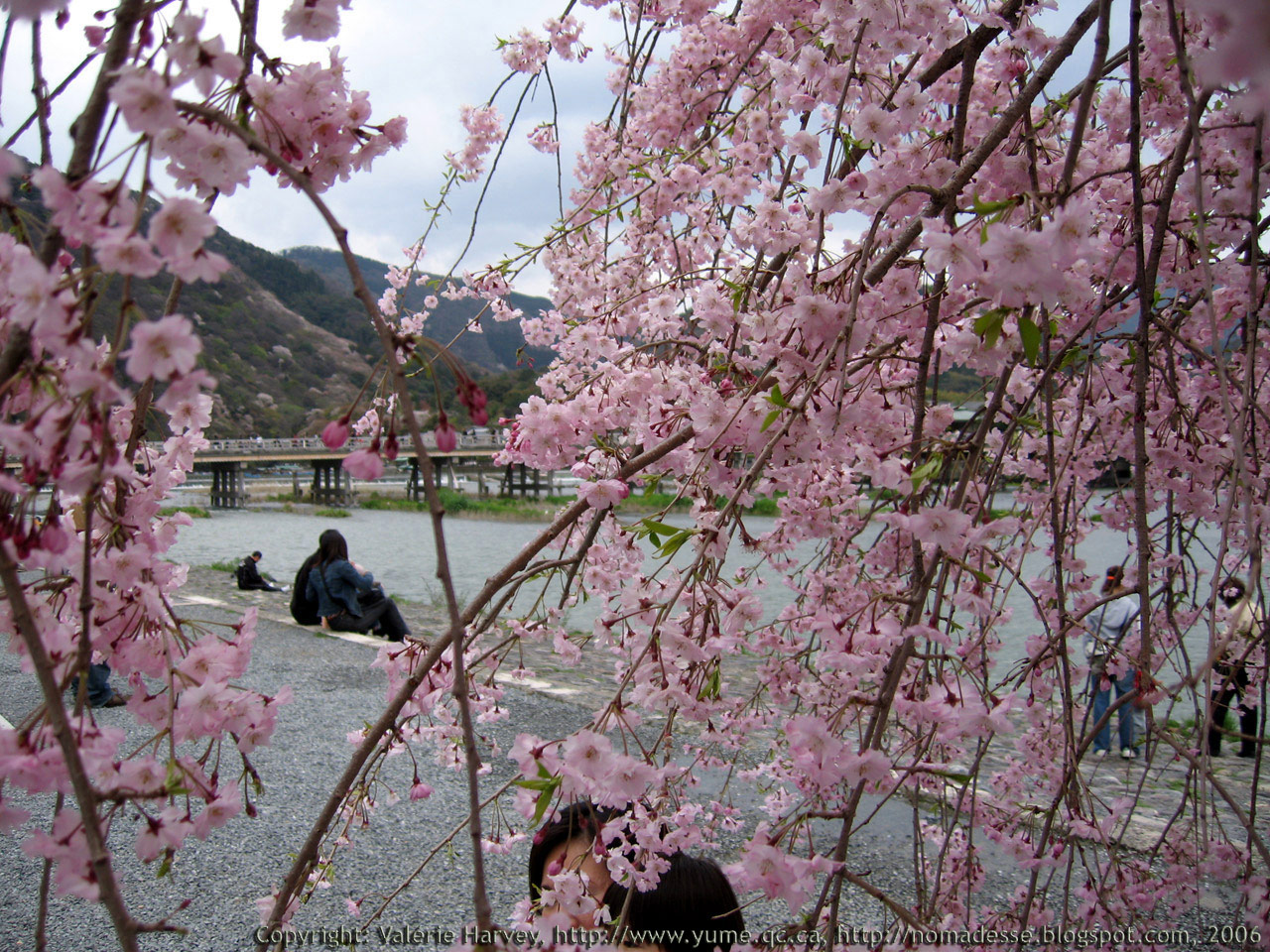
Cerisiers en fleurs à Arashiyama.

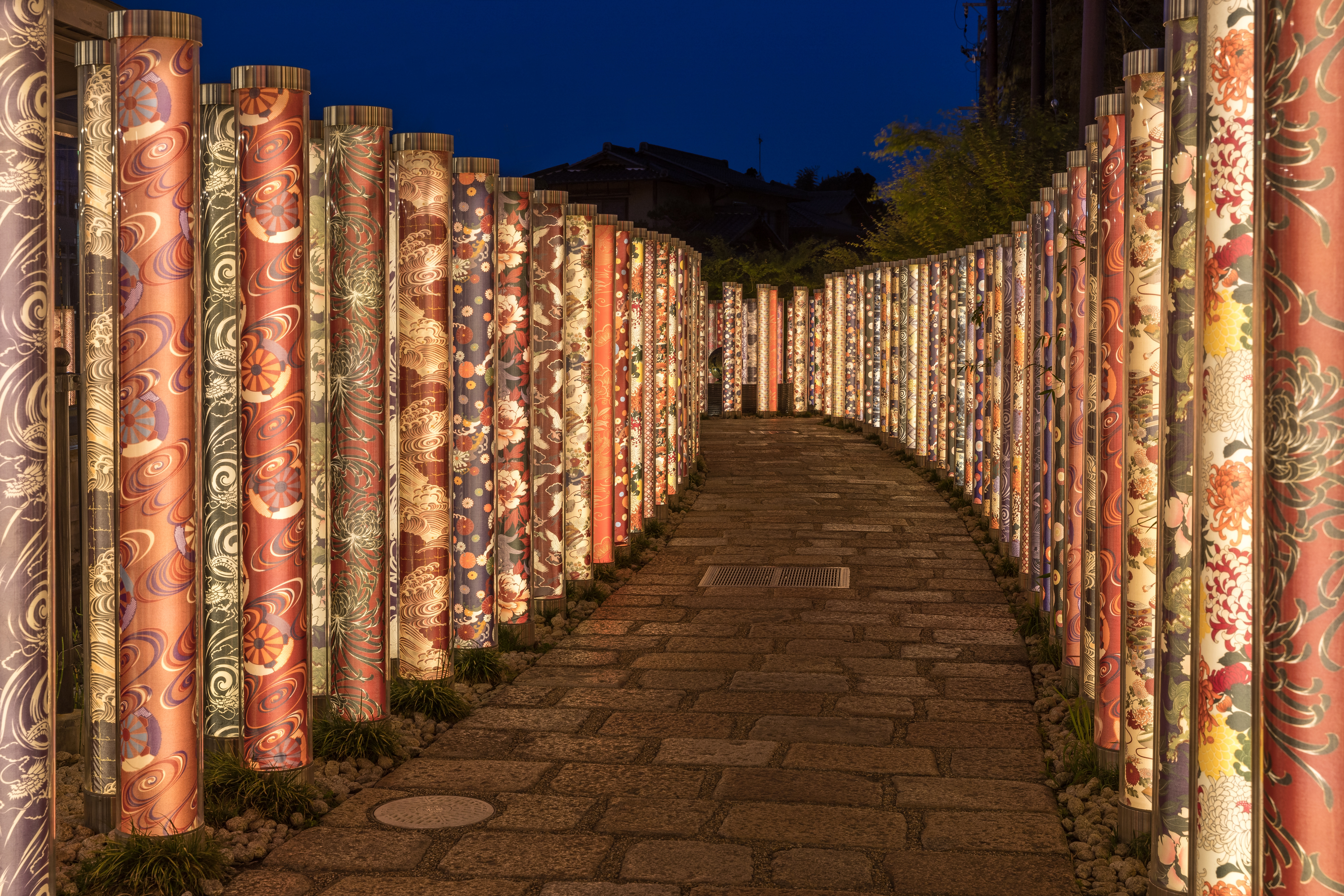
La "Forêt de kimonos" la nuit, une collection de 600 robes de kimono enroulées autour de poteaux transparents avec éclairage LED à l'intérieur, à Arashiyama. Projet de décoration développé par l'architecte d'intérieur. La "Forêt de kimonos" est constituée de morceaux de textiles teints dans le style Kyo-yuzen, recouverts de fibre acrylique, et en forme de poteaux cylindriques de 2 mètres de haut, installés autour de la gare du tramway et des voies ferrées.

C'est essentiellement un site touristique centré autour du pont Togetsukyō, prisé des Japonais qui s’y rendent pour admirer au printemps les cerisiers en fleurs (sakura), et en automne les érables (momiji). Au nord du pont se trouve une forêt de bambous géants.

## Pont Togetsukyō
La principale attraction reste le Togetsukyō (渡月橋, « pont qui traverse la lune »), un pont de bois traversant la Hozu-gawa (qui change de nom à cet endroit exact pour devenir la Katsura-gawa). Ce pont a été représenté par Hokusai Katsushika, dans sa série d’estampes Vue des ponts célèbres.
On peut d’ailleurs descendre les rapides de la rivière Hozu en bateau de bois traditionnel (Hozugawa kuntaro), une activité qui se pratique depuis plus de cinq cents ans. La descente, longue de 16 km, dure deux heures, de la gare de Kameoka au pont Togetsu.
Il est également possible de découvrir la rivière à bord du train touristique de la compagnie Sagano Scenic Railway, appelé torokko (トロッコ, de l'anglais truck) en japonais, et surnommé Romantic Train en anglais. Le départ se fait à la gare de Torokko Saga. Le train serpente d’abord dans les montagnes puis il suit le cours de la rivière. Ce parcours est particulièrement apprécié en automne, les érables rouges étant partout dans la montagne.
Au mois de mars, les jeunes filles de treize ans habitant la ville de Kyōto obéissent à une tradition unique à la cité. Habillées d’un kimono à manches longues (furisode), coiffées et maquillées, elles traversent le pont Togetsu et vont prier au temple. On peut en voir quelques-unes les dimanches de mars, précédées par leur père qui filme la scène et suivies par leur mère et leur grand-mère qui les photographient.

## Sagano et sa forêt de bambous

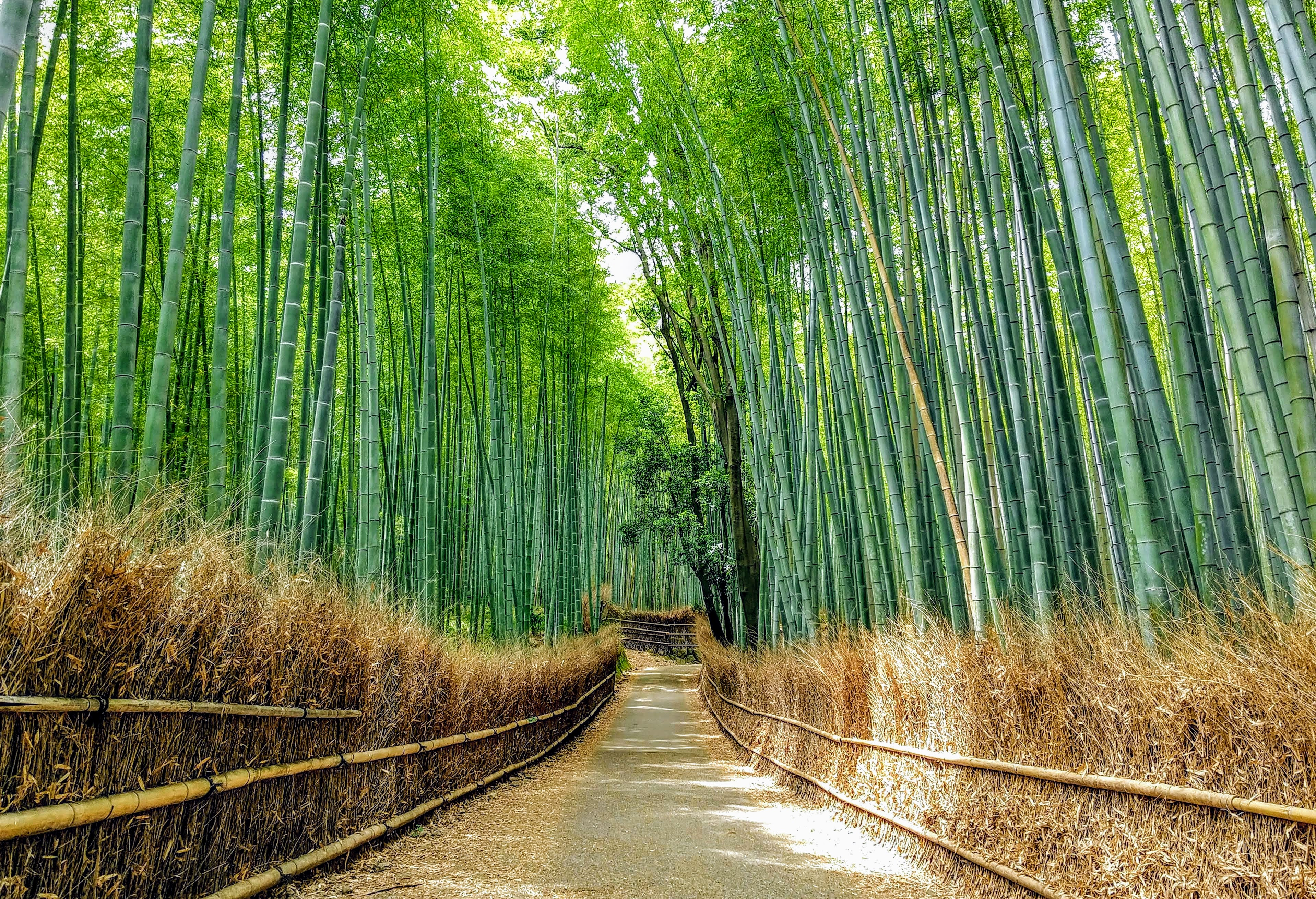
La forêt de bambou de Sagano.

La zone au nord du pont Togetsu (dans l'arrondissement Ukyō) est connue sous le nom de Sagano (嵯峨野), alors qu'« Arashiyama » fait techniquement référence aux montagnes au sud de la rivière (dans l'arrondissement Nishikyō), mais est généralement utilisé pour nommer toute cette région.
Le quartier près du pont est bordé de nombreux magasins et restaurants. Quelques-uns restent plus traditionnels : vaisselle de qualité et fabrication de kimono (il est d’ailleurs possible d’observer l’artisan en train de teindre un kimono). Plus au nord se trouve la forêt de bambous de Sagano (嵯峨野 竹林, Sagano chikurin) que l'on peut traverser à pied.

## Temples bouddhiques

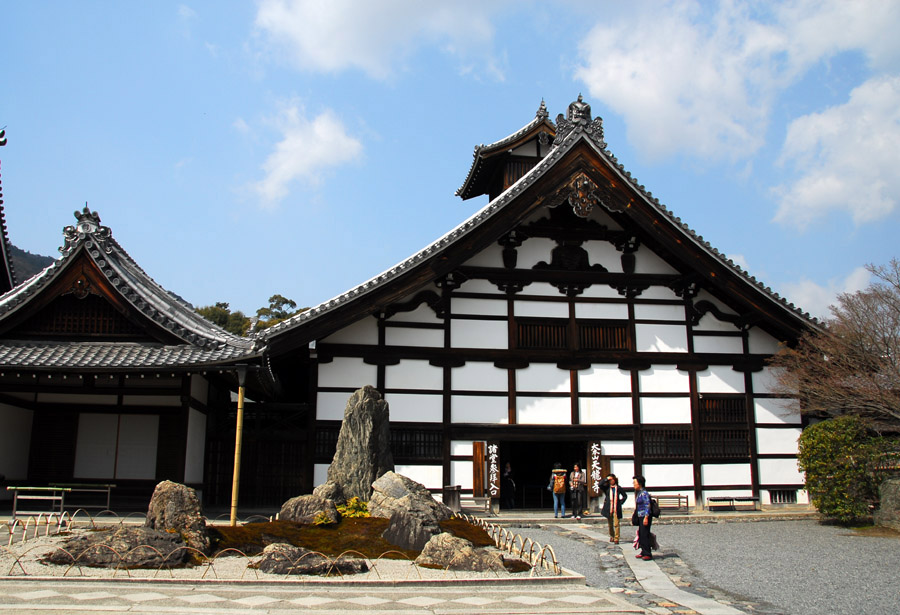
Le temple Tenryū.

Le temple bouddhiste Tenryū est construit sur le flanc d'une montagne. Il possède un jardin dessiné par Musō Soseki dont l'étang a la forme du caractère japonais correspondant au mot cœur (心, kokoro). De l'autre côté du fleuve se trouve niché dans la montagne un petit temple : le Hōrin-ji (法輪時).
Le nord d'Arashiyama est moins touristique et plus rural, avec divers petits temples situés en bas des montagnes. On trouve notamment le Daikaku-ji, un temple très diversifié dans lequel on peut voir de l'ikebana (arrangement floral japonais) à l’entrée, des peintures sur les portes coulissantes, plusieurs pavillons de prière et un étang appelé Ōsawa-ike (大沢池). Ce temple est remarquable en toute saison, mais l’étang est plus particulièrement apprécié pendant le o-hanami (contemplation des cerisiers en fleurs). En automne, on peut admirer le reflet de la lune sur l’étang (kangetsusai) et écouter des concerts de harpe et de koto organisés pour l’occasion.

## Iwata-yama
Tout près du pont Togetsu, se trouve Iwata-yama (岩田山), la montagne des singes, habitat de centaines de macaques du Japon.

## Transports
Arashiyama est accessible par :
- le tramway de Kyoto aux arrêts Randen-Saga et Arashiyama,
- la ligne Sagano à la gare de Saga-Arashiyama,
- la ligne Hankyu Arashiyama à la gare d'Arashiyama.